# フォト・マーケティング・アソシエーション・トレードショー
フォト・マーケティング・アソシエーション・トレードショー（Photo Marketing Association Annual Convention and Trade Show, PMA）とは、アメリカで毎年開催される、カメラ・写真機材をはじめとした映像関連総合見本市である。
フォト・マーケティング・アソシエーション（Photo Marketing Association, PMA）は、映像関連総合見本市を開催する団体である。